# 스나이몬
스나이몬은 디지털 몬스터에서 등장하는 가공의 악당(몬스터)이다. 필살기는 무차별 자르기다.

## 생김새
버마재비의 모습을 하고 있으며, 디지몬 시리즈에서 버마재비의 모습을 살린 디지몬이다.

## 디지몬 어드벤처
디지몬 어드벤쳐 36화에서 가루다몬을 물리친다. 한 편, 신나리 때문에 전쟁을 그치고 만다. 37화에서는 가루몬이 초진화하여 디지몬 상대를 보호해 준다. 38화에서는 박쥐 때문에 뱀데몬이 베놈뱀데몬으로 워프 진화하게 된다.

## 디지몬 프론티어
비틀몬의 공격 때문에 소멸당하고 말았다.

## 같이 보기
- 디지몬 어드벤처
- 파워 디지몬
- 디지몬 프론티어